# Faculté de sciences et techniques de Dakar
La faculté des sciences et techniques est un établissement public et une composante de l'université Cheikh Anta Diop.

## Histoire
La Faculté des Sciences et Techniques (FST) est un établissement d'enseignement supérieur situé à Dakar, au Sénégal. Fondée en 1957, elle est devenue Faculté des sciences et techniques en 1990. la FST propose une large gamme de formations dans les domaines des sciences et des technologies. Les étudiants peuvent choisir parmi des programmes tels que la biologie, la chimie, la physique, les mathématiques, l'informatique et l'électronique. Grâce à des cours théoriques et pratiques, les étudiants acquièrent les compétences nécessaires pour réussir dans leur domaine d'études et se préparer à une carrière prometteuse dans les sciences et les technologies.
La FST est reconnue pour son excellence académique et son engagement envers la recherche et l'innovation, offrant ainsi aux étudiants un environnement d'apprentissage stimulant et propice à leur développement professionnel.

## Enseignement
Initiée en 2002 au Sénégal, la réforme LMD (« Licence-Master-Doctorat »), a été adoptée par Faculté des Sciences et Techniques de l’Université Cheikh Anta Diop de Dakar en 2007 en application de la loi sénégalaise sur le système. La faculté compte trois départements et des instituts:

### Départements
- Département de Physique, Chimie et Science de la matière :
  - Chimie
  - Physique
- Département de Mathématique, Physique Informatique :
  - Mathématique
  - Physique
  - Informatique
  - Transmission des données, Sécurité de l'information
- Département de Biologie Chimie et Géosciences :
  - Biologie animale
  - Biologie végétale
  - Géologie

### Instituts
- Institut Supérieur d'Agriculture et Entreprenariat (ISAE)
- Institut des Sciences de la Terre (IST)
- Institut des Sciences de l’Environnement (I.S.E.)